# Глухий ясенно-твердопіднебінний фрикативний
Глухий ясенно-твердопіднебінний фрикатив — приголосний звук, що існує в деяких мовах. У Міжнародному фонетичному алфавіті записується як ⟨ɕ⟩ («c» з закарлюкою). М'який шиплячий приголосний, фрикатив. Найм'якший у ряду шиплячих фрикативів /ɕ/—/ʃ/—/ʂ/.
Деякі науковці використовують символ глухого заясенного фрикатива /ʃ/ або його палаталізований варіант /ʃʲ/ для позначення /ɕ//.

## Назва
- Глухий альвеоло-палатальний фрикатив (англ. Voiceless alveolo-palatal fricative)
- Глухий ясенно-твердопіднебінний фрикатив
- Глухий альвеоло-палатальний фрикативний
- Глухий ясенно-твердопіднебінний фрикативний
- Глухий альвеоло-палатальний фрикатив-сибілянт (англ. Voiceless alveolo-palatal sibilant fricative)

## Властивості
Властивості глухого ясенно-твердопіднебінного фрикативного:
- Тип фонації — глуха, тобто цей звук вимовляється без вібрації голосових зв'язок.
- Спосіб творення — фрикативний, тобто один артикулятор наближається до іншого, утворюючи вузьку щілину, що спричиняє турбулентність.
- Спосіб творення — сибілянтний фрикативний, тобто повітря скеровується по жолобку на спинці язика за місцем творення на гострий кінець зубів, що спричиняє високочастотну турбулентність.
- Місце творення — ясенно-твердопіднебінне, тобто він артикулюється передньою частиною язика за ясенним бугорком, а середня частина язика піднімається до твердого піднебіння.
- Це ротовий приголосний, тобто повітря виходить крізь рот.
- Це центральний приголосний, тобто повітря проходить над центральною частиною язика, а не по боках.
- Механізм передачі повітря — егресивний легеневий, тобто під час артикуляції повітря виштовхується крізь голосовий тракт з легенів, а не з гортані, чи з рота.

## Приклади
| Мова                      | Мова                      | Слово      | МФА          | Значення         | Примітки                                                                              |
| ------------------------- | ------------------------- | ---------- | ------------ | ---------------- | ------------------------------------------------------------------------------------- |
| адигейська                | адигейська                | щы         | [ɕə]         | три              |                                                                                       |
| асамська                  | асамська                  | ব্ৰিটিছ       | [bɹitiɕ]     | британець        |                                                                                       |
| голландська (діал.)       | голландська (діал.)       | sjabloon   | [ɕäˈbloːn]   | шаблон           | Див. голландська фонетика                                                             |
| гуарані (парагв.)         | гуарані (парагв.)         | che        | [ɕɛ]         | я                |                                                                                       |
| данська                   | данська                   | sjæl       | [ɕeˀl]       | душа             | Див. данська фонетика                                                                 |
| кабардинська              | кабардинська              | щэ         | [ɕa]         | сто              |                                                                                       |
| каталанська (сх.)         | каталанська (сх.)         | caixa      | [ˈkaɕə]      | коробка          | Див. каталанська фонетика                                                             |
| китайська (мандарин)      | китайська (мандарин)      | 西安/Xī'ān | [ɕí.án]      | Сіань            | Опозиція /ʂ/ (ш) і /s/ (с). Див. китайська фонетика                                   |
| корейська                 | корейська                 | 시 / shi   | [ɕi]         | вірш             | Див. корейська фонетика                                                               |
| люксембурзька             | люксембурзька             | liicht     | [liːɕt]      | світло           | Алофон /χ/ перед голосними; в індивідуальні вимові — /ʃ/. Див. люксембурзька фонетика |
| нижньолужицька            | нижньолужицька            | pśijaśel   | [ˈpɕijäɕɛl]  | приятель         |                                                                                       |
| норвезька                 | норвезька                 | sjel       | [ɕe: l]      | душа             | Див. норвезька фонетика                                                               |
| польська                  | польська                  | śruba      | [ˈɕrubä]     | гвинт            | Опозиція /ʂ/ (ш) і /s/ (с). Див. польська фонетика                                    |
| португальська             | португальська             | mesclas    | [ˈmɛɕklɐɕ]   | мікстури         |                                                                                       |
| португальська (Бразилія)  | португальська (Бразилія)  | mexendo    | [me̞ˈɕẽ̞du]    | 'moving'         | Алофон /ʃ/. Див. португальська фонетика                                               |
| румунська (Трансильванія) | румунська (Трансильванія) | ce         | [ɕɛ]         | що               | стандартно — /tʃ/. Див. румунська фонетика                                            |
| російська                 | російська                 | счастье    | [ˈɕːæsʲtʲjə] | щастя            | Див. російська фонетика                                                               |
| тибетська (Лхаса)         | тибетська (Лхаса)         | བཞི་        | [ɕi˨˧]       | чотири           | Опозиція /ʂ/.                                                                         |
| хорватська                | хорватська                | 'miš će    | [mîɕ t͡ɕe̞]    | 'the mouse will' | Алофон /ʃ/ перед /t͡ɕ, d͡ʑ/. Див. хорватська фонетика                                   |
| чувашська                 | чувашська                 | çиçĕм      | [ˈɕiɕ̬əm]     | освітлення       | Опозиція /ʂ/ (ш) і /s/ (с).                                                           |
| шведська                  | шведська                  | kjol       | [ɕuːl]       | спідниця         | Див. шведська фонетика                                                                |
| японська                  | японська                  | 塩 / shio  | [ɕi.o]       | сіль             | Див. японська фонетика                                                                |